# Хора от Тбилиси
Това е списък на известни личности, свързани с град Тбилиси в Грузия.

## Родени в Тбилиси
- Абел Аганбегян (р. 1932), руски икономист и политик
- Григор Агаронян (1896 – 1980), скулптор
- Борис Акунин (р. 1956), писател
- Александър Михайлович (1866 – 1933), руски велик княз
- Алексей Михайлович (1875 – 1895), руски велик княз
- Виктор Амбарцумян (1908 – 1996), арменски астроном
- Шота Арвеладзе (р. 1973), футболист
- Каха Бендукидзе (1956 – 2014), политик
- Нани Брегвадзе (р. 1938), певица
- Звиад Гамсахурдия (1939 – 1993), политик
- Иракли Гарибашвили (р. 1982), политик
- Тамара Гвердцители (р. 1962), певица и актриса
- Ника Гилаури (р. 1975), политик
- Йосеб Гришашвили (1889 – 1965), поет
- Ладо Гудиашвили (1896 – 1980), художник
- Олга Гурамишвили (1842 – 1927), общественичка
- Георгий Данелия (р. 1930), режисьор
- Нодар Думбадзе (1928 – 1984), писател
- Давид Еристави (1847 – 1890), писател
- Мераб Костава (1939 – 1989), общественик
- Рубен Мамулян (1897 – 1987), режисьор
- Гиорги Маргвелашвили (р. 1969), политик
- Олег Нейкирх (1914 – 1985), български шахматист
- Василий Немирович-Данченко (1849 – 1936), руски писател
- Леван Панцулая (р. 1986), грузински шахматист
- Тигран Петросян (1929 – 1984), арменски шахматист
- Михаил Саакашвили (р. 1967), политик
- Заза Урушадзе (р. 1965), режисьор
- Арам Хачатурян (1903 – 1978), арменски композитор
- Вахтанг Чабукиани (1937 – 2008), актриса
- Софико Чиаурели (1937 – 2008), актриса
- Закария Чичинадзе (1853 – 1931), издател

## Починали в Тбилиси
- Тенгиз Абуладзе (1924 – 1974), режисьор
- Васил Барнови (1856 – 1934), писател
- Николоз Бердзенишвили (1895 – 1965), историк
- Важа-Пшавела (1861 – 1915), поет
- Илия Векуа (1907 – 1977), математик
- Кеке Геладзе (1858 – 1937), майка на Сталин
- Якоб Гогебашвили (1840 – 1912), просветен деец
- Йосеб Гришашвили (1889 – 1965), поет
- Ладо Гудиашвили (1896 – 1980), художник
- Шалва Дадиани (1874 – 1959), писател
- Мосе Джанашвили (1855 – 1934), историк
- Симон Джанашия (1900 – 1947), историк
- Нодар Думбадзе (1928 – 1984), писател
- Давид Еристави (1847 – 1890), писател
- Лео Киачели (1884 – 1963), писател
- Гиорги Леонидзе (1899 – 1966), писател
- Мераб Мамардашвили (1930 – 1990), философ
- Мухран Мачавариани (1929 – 2010), поет
- Нико Николадзе (1843 – 1928), общественик
- Якоб Николадзе (1876 – 1951), скулптор
- Закария Палиашвили (1871 – 1933), композитор
- Иване Палиашвили (1868 – 1934), диригент
- Нико Пиросмани (1862 – 1918), художник
- Густав Раде (1831 – 1903), германски изследовател
- Галактион Табидзе (1891 – 1959), поет
- Еквтиме Такаишвили (1862 – 1953), историк
- Акаки Хорава (1895 – 1972), актьор
- Александре Цагарели (1844 – 1929), езиковед
- Сулхан Цинцадзе (1925 – 1991), композитор
- Вахтанг Чабукиани (1937 – 2008), актриса
- Нино Чавчавадзе (1812 – 1857), благородничка
- Софико Чиаурели (1937 – 2008), актриса
- Симон Чиковани (1903 – 1966), поет

## Македоно-одрински опълченци
- Николай Антонов, македоно-одрински опълченец, 19-годишен, ученик, VI клас, носител на орден „За храброст“ ІV степен[1]

## Други личности, свързани с Тбилиси
- Сергей Закариадзе (1909 – 1990), актьор, работи в града през 1926 – 1956
- Фьодор Шаляпин (1873 – 1938), руски певец, учил и работил в града в началото на 1890-те